# Кастелли, Игнац Франц
Игна́ц Франц Касте́лли (нем. Ignaz Franz Castelli; 6 марта 1780, 6 марта 1781 или 6 мая 1781, Вена — 5 февраля 1862, Вена) — австрийский поэт и драматург.

## Биография
Получил юридическое образование. 
Стал известен в 1809 году благодаря получившей широкое распространение «Военной песне для австрийской армии» (нем. «Kriegslied für die österreichische Armee»). В том же году была поставлена опера Йозефа Вайгля «Швейцарское семейство» (нем. «Die Schweizer familie») с либретто Кастелли; выпавший на её долю значительный успех привёл к тому, что в 1811 году Кастелли занял место придворного театрального поэта, одного из руководителей Кернтнертор-театра, и за три года сочинил множество пьес. 
В 1815 году Кастелли входил в австрийскую делегацию, отправившуюся в Париж для переговоров о будущем Европы, и по возвращении в Австрию поступил на государственную службу, на которой находился до 1842 года, что не мешало ему много времени уделять литературному творчеству. В 1829—1840 годах редактировал также «Всеобщий музыкальный вестник» (нем. Allgemeine musikalische Anzeiger).
Кастелли считается одним из основоположников литературы на австрийской разновидности немецкого языка: наиболее значительная из его книг так и называется «Сочинения на нижнеавстрийском наречии» (нем. Gedichte in niederösterreichischer Mundart, 1828). Написал более 200 пьес. Пьесы Кастелли часто шутливы, причём юмор его отличается местной спецификой: с трудом переводим на другие языки и плохо понятен за пределами его эпохи. Интересны воспоминания Кастелли «Мемуары моей жизни» (нем. Memoiren meines Lebens, 1861—1862, в 4 томах). Кастелли также был выдающимся коллекционером: он собрал 12000 театральных пьес, портреты актёров и драматургов и все венские театральные афиши с 1660 года.

## Переводы на русский язык
- Золотое сечение : Австрийская поэзия XIX-XX вв.. — М.: Радуга, 1988. — С. 44─45. — ISBN 5-05-001923-0.